# 188
El año 188 (CLXXXVIII) fue un año bisiesto comenzado en lunes del calendario juliano, en vigor en aquella fecha.
En el Imperio romano el año fue nombrado el del consulado de Fusciano y Silano, o menos frecuentemente, como el 941 ab urbe condita, siendo su denominación como 188 a principios de la Edad Media, al establecerse el anno Domini.

## Acontecimientos
- Himiko inició su reinado en Japón.
- Pertinax se convierte en cónsul de África.

## Nacimientos
- 4 de abril: Caracalla, emperador de Roma.